# Remigration

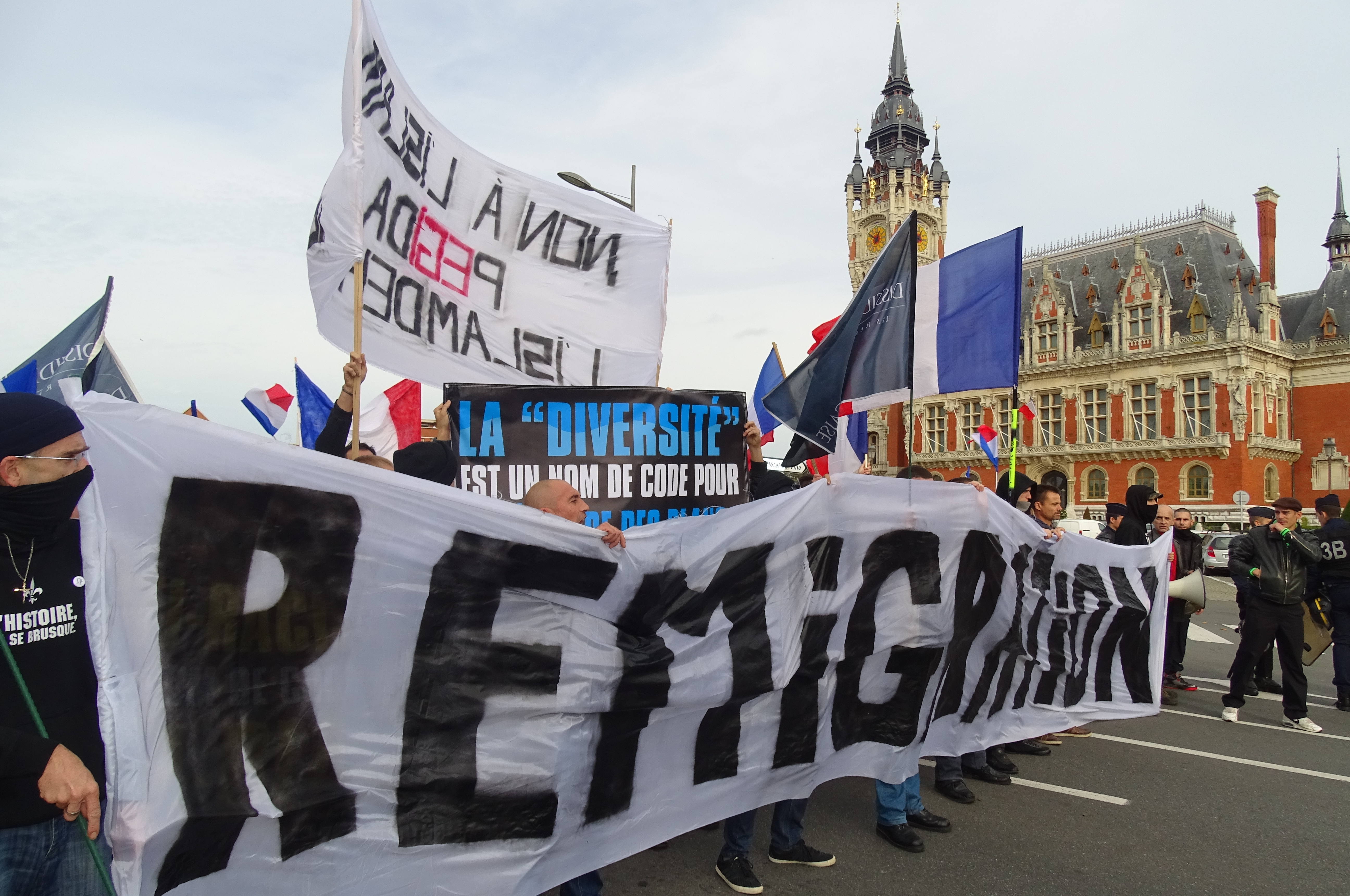
Manifestation anti-migrants et anti-islam organisée par PEGIDA en 2015 à Calais.

« Remigration » est un euphémisme et néologisme issu de l'anglais pour parler d'une incitation forte ou déportation forcée des immigrés non européens (ou des non-blancs) dans leur pays d'origine (ou supposé). Le concept, souvent lié à la théorie conspirationniste d'extrême droite du « grand remplacement », est utilisé par la mouvance identitaire et suprématiste blanc avec un objectif de banalisation du terme. Le terme de réémigration est quelquefois utilisé dans le même sens. 

## Origine du terme
Dans son utilisation faite en français, le mot est importé du mot flamand « remigratie », traduit en « remigration » via la mouvance identitaire.
Il est couramment utilisé par les démographes de langue anglaise comme synonyme de « retour dans son pays d'origine » par des migrants, de manière non-polémique,. En langue allemande, il inclut la notion de « retour dans sa communauté ethnique », sans lien géographique nécessaire avec le pays d'origine.
Le mot « Reemigracja » (« Remigration » en polonais) est utilisé entre 1945 et 1949 dans le sens de « retour dans son pays d'origine » en évoquant les dizaines de milliers de Polonais rentrant en Pologne.
En 2018, il est défini au Canada comme le « retour des immigrants et de leurs descendants dans leur pays d'origine », la banque de données terminologiques et linguistiques Termium Plus précisant que le mot est « neutre, le fait qu'il soit parfois employé par des groupes anti-immigration lui conf[é]r[ant] toutefois une connotation raciste dans certains contextes ».

## Définition et justification
« Remigration » désigne en théorie une inversion des flux migratoires, donc aussi bien un retour volontaire qu'un retour forcé des immigrants, selon Jean-Yves Camus, tandis que pour la directrice de l'Institute for Strategic Dialogue et la journaliste Cécile Guerin : « Concept clé de la pensée identitaire française, la remigration est un nouvel euphémisme pour un phénomène ancien, à savoir le déplacement forcé de populations entières » et une des « rhétoriques extrémistes aux implications d’épuration ethnique en Europe ».
En 2014, le Bloc identitaire définit la remigration comme « le retour dans leur pays d’origine d’une majorité des immigrés extra-européens présents sur notre territoire ». Selon la chercheuse en science politique Marion Jacquet-Vaillant, cette définition vise sommairement les personnes issues de l'immigration africaine. Elle note cependant que chez l'homme politique d'extrême droite Éric Zemmour, qui reprend aussi ce néologisme, la remigration vise plutôt les personnes étrangères. Elle explique ces différences par une vision ethno-différentialiste du Bloc identitaire, et une autre assimilationniste chez Zemmour.
La possibilité d'un déplacement massif de population est justifiée par certains militants défendant cette idée, par le fait qu'elle aurait déjà lieu lors du retour des immigrés italiens sous Mussolini ou de l'exode des Pieds-Noirs. Le retour pourrait être forcé ou aidé.
D'après Jean-Yves Camus, « le mot ne peut être compris sans référence à la théorie du « grand remplacement », élaborée par l'écrivain Renaud Camus en 2010 dans son Abécédaire de l'In-nocence ». Il relève également que « le Front national (FN), du temps de Jean-Marie Le Pen, proposait déjà l'inversion des flux migratoires avec pour slogan « Quand nous arriverons, ils partiront ». Et il recueillait 19 % sur cette base, ce qui est énorme ».

## Usage par l'extrême droite

### En France
Le terme est utilisé à partir du début des années 2010 par la mouvance identitaire, dont le Bloc identitaire (BI) ; à titre d'exemple, le militant Laurent Ozon fonde en 2013 le « Mouvement pour la remigration ». Selon la chercheuse en science politique Marion Jacquet-Vaillant, le terme est emprunté par les identitaires français au Vlaams Belang, parti nationaliste flamand belge, et devient utilisé de manière récurrente à partir de 2014. Pour Jean-Yves Le Gallou, cofondateur de l'Institut Iliade, un organisme de formation de l'extrême droite qui publie par ailleurs du matériel de propagande, la promotion de ce mot, issu d'un glissement sémantique, s'inscrit dans une « bataille du vocabulaire » afin de faire progresser les positions identitaires : « Race blanche, Français de souche, grand remplacement et remigration sont les mots qu'il faut utiliser »,. En novembre 2014, le BI organise les « Assises de la remigration » auxquelles sont conviées de nombreuses personnalités de la mouvance identitaire. Cet événement engendre une mobilisation de l'extrême droite sur Twitter et une plus grande attention médiatique portée à ce terme.
Le terme est ensuite repris par d'autres partis d'extrême droite français comme Civitas et la Dissidence française. Une stratégie pour répandre le néologisme est adoptée par des groupuscules tels que Le Bloc identitaire ou la Dissidence française, qui utilisent abondamment les réseaux sociaux dans leur stratégie de communication. Selon Mathieu Dejean des Inrocks, « cette stratégie a pour effet de leur donner parfois une grande visibilité alors qu'ils sont en réalité très peu nombreux ». Selon l'Institute for Strategic Dialogue, le mot aurait fait l'objet de 500 000 tweets entre fin 2014 et début 2019, dont 10 000 émis par un seul compte appartenant à un identitaire lors du lancement de la campagne au cours du second trimestre de 2015.
Henry de Lesquen, « emblème des jeunes d’extrême droite sur Internet » et poursuivi pour contestation de crime contre l’humanité, souhaite la « réémigration » pour « les populations extra-européennes qui ne souhaitent pas, ou qui ne peuvent pas, s’assimiler à la culture française »,.
Selon Al Jazeera English, un ancien comptable « allié clé » de Marine Le Pen, lors d'une conversation secrètement filmée, déclare que le Rassemblement national introduirait la « remigration » s'il arrivait au pouvoir.
Lors des élections européennes de 2019, deux listes soutiennent ouvertement la remigration : la Ligne claire de Renaud Camus et Karim Ouchikh et la Liste de la Reconquête de Vincent Vauclin. Si elles recueillent un faible résultat électoral, elles permettent « de rendre publique la remigration » via leur couverture médiatique et l'attention qu'elles suscitent sur les réseaux sociaux, y compris celle d'opposants, plus nombreux à critiquer le mot qu'auparavant, permettant ainsi à ce mot de circuler au-delà des milieux d'extrême droite.
Le 21 mars 2022, le candidat à l'élection présidentielle française de 2022 Éric Zemmour déclarait vouloir créer un « ministère de la Remigration » s'il était élu à la présidence de la République. Selon Marion Jacquet-Vaillant, cette proposition reprend celle de la « feuille de route pour la politique d’identité et de remigration » émise par le BI en 2014, qui demandait la création d'un « haut-commissariat à la remigration » et d'un « ministère de l'Identité et de l'enracinement ». Selon elle, pour les identitaires, « le grand remplacement est pour eux un constat, la remigration est le programme qui va avec ce constat ». Cette proposition est saluée par les anciens responsables de l'organisation dissoute Génération identitaire mais est jugée comme une provocation par Jean-Philippe Tanguy, directeur adjoint de la campagne du Rassemblement national car « la remigration, telle que théorisée par ses concepteurs, consisterait à sortir des populations installées légalement (titres de séjour, naturalisation ou autres), et de les renvoyer car elles changeraient la structure démographique du pays ». Le HuffPost considère cette proposition « comme une ultime tentative de relancer la machine » à la suite de la chute des intentions de vote pour Zemmour, qui tombent à 9 %.

### En Autriche
Le terme est utilisé par le « mouvement identitaire d'Autriche » (Identitäre Bewegung Österreichs (en), IBÖ), groupuscule fondé en 2012 qui dénonce le « grand remplacement » des populations européennes et cultive les thèmes de « fermeture des frontières, culture dominante, remigration ». Les « Identitären », bien que peu nombreux, entretiennent des liens étroits avec le Parti de la liberté d'Autriche (FPÖ).

### En Allemagne
En janvier 2024, des cadres de l'Alternative pour l'Allemagne (AfD), dont le député Roland Hartwig (de), participent à une réunion secrète avec Martin Sellner, fondateur de l'IBÖ. Durant cette réunion secrète, Sellner présente un projet de « remigration », considéré comme anticonstitutionnel selon certains médias allemands, incluant le déplacement forcé de demandeurs d'asiles, de travailleurs immigrés et de citoyens allemands jugés « non-assimilés », et dont la mise en place se ferait après une éventuelle prise de pouvoir par l'AfD,,. Bien que l'AfD communique ne pas soutenir ce projet, le député AfD  René Springer (de) le soutient publiquement,.

### Aux États-Unis
En septembre 2024, Donald Trump déclare vouloir « faire retourner les migrants illégaux de Kamala vers leurs pays d'origine (ce que l'on appelle aussi la remigration) ».
En mai 2025, l'administration Trump annonce la création d'un « Office of Remigration » au sein du département d'État américain. Ce bureau doit servir de « plateforme politique pour la coordination interagences avec le département de la Sécurité intérieure et d'autres agences en matière d'éloignement et de rapatriement » et « faciliter activement le retour volontaire des migrants vers leur pays d'origine ou dont ils sont citoyens ». L'administration propose notamment une allocation de 1 000 dollars aux immigrés sans papiers qui acceptent de se déporter volontairement.
Le même mois, plusieurs figures de l'extrême droite américaine, dont Jacky Eubanks, candidate nationaliste chrétienne soutenue par Trump en 2022, Cyan Quinn, représentante de l'organisation suprémaciste blanche White Papers Policy Institute, et Jared Taylor, participent au premier « Sommet sur la remigration » organisé près de Milan.

### En Italie
La Ligue des jeunes (it), branche jeunesse de la Ligue du Nord, plaide en faveur de la remigration à la suite d'incidents violents impliquant des migrants à Côme et en Lombardie en janvier 2025, et reçoit le soutien du dirigeant régional du parti en Lombardie.
En mai 2025, le député européen de la Ligue du Nord Roberto Vannacci prend la parole lors d'un « sommet sur la remigration » à Milan. Il exprime son soutien à la remigration et déclare que « la remigration n'est pas un slogan, mais une proposition concrète ». Le même mois, la députée européenne de la Ligue du Nord Isabella Tovaglieri appelle également à une « campagne systématique de remigration ».

### Aux Pays-Bas
En 2021, le Parti pour la liberté (PVV) appelle à la création d'un ministère chargé de la remigration dans son manifeste, mais retire cette mesure de son programme pour les élections législatives de 2023.
Le Forum pour la démocratie prône une « remigration massive » afin de préserver une « Europe blanche » et accuse le PVV de se concentrer davantage sur la réduction de l'immigration que sur la promotion de la remigration.

## Réception
En décembre 2017, une étude sur le complotisme — à la méthodologie contestée — réalisée par la Fondation Jean-Jaurès et Conspiracy Watch, au moyen d'une enquête de l'Ifop, met en évidence le lien entre remigration forcée et grand remplacement chez une grande partie des sondés. Sur plusieurs opinions concernant l'immigration, figure : « c'est un projet politique de remplacement d'une civilisation par une autre organisé délibérément par nos élites politiques, intellectuelles et médiatiques et auquel il convient de mettre fin en renvoyant ces populations d'où elles viennent ». 48 % des personnes interrogées se disent d'accord avec cette opinion, dont 17 % « tout à fait d'accord » et 31 % « plutôt d'accord ».